# El Pedregal, Guanajuato
El Pedregal är en ort i Mexiko.   Den ligger i kommunen Dolores Hidalgo och delstaten Guanajuato, i den centrala delen av landet, 260 km nordväst om huvudstaden Mexico City. El Pedregal ligger 1 902 meter över havet och antalet invånare är 126.
Terrängen runt El Pedregal är huvudsakligen platt, men åt sydost är den kuperad. Runt El Pedregal är det ganska tätbefolkat, med 96 invånare per kvadratkilometer. Närmaste större samhälle är Dolores Hidalgo, 9,1 km nordväst om El Pedregal. Trakten runt El Pedregal består i huvudsak av gräsmarker.